# Franz Ludwig Hermann

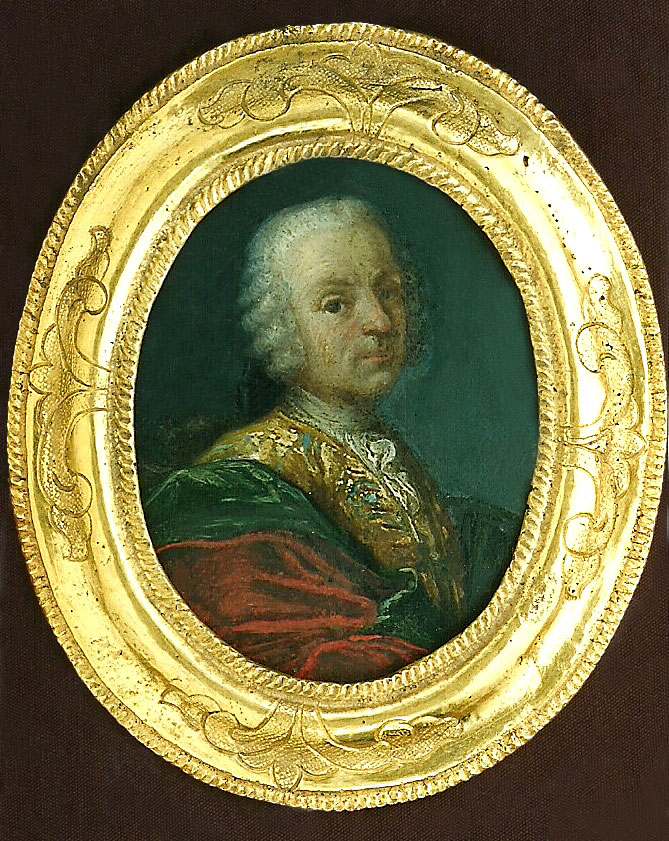
Selbstporträt des jungen Franz Ludwig Hermann im Alter von 23 Jahren.

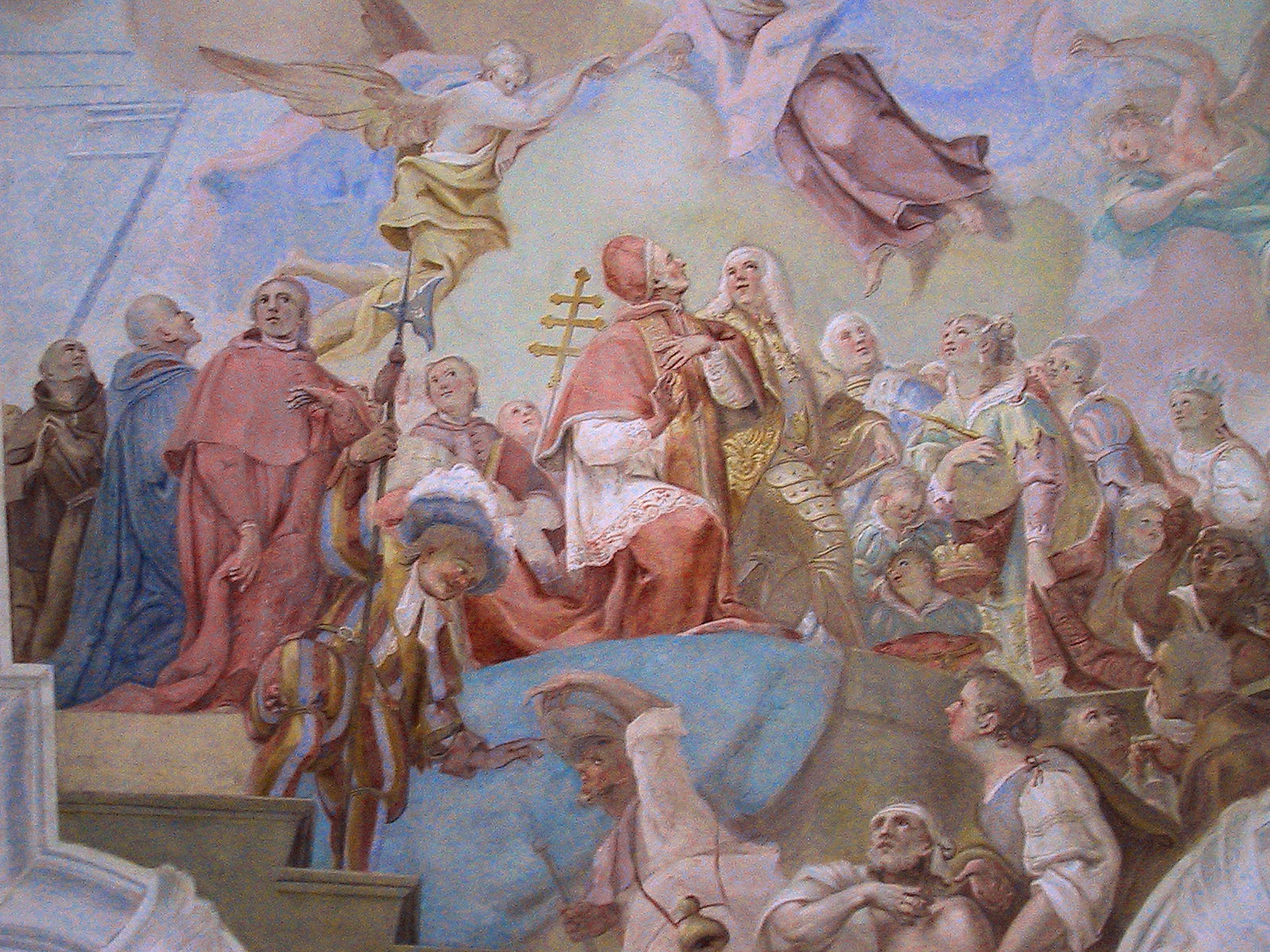
Deckengemälde im Langhaus der Schlosskapelle Mammern (1750). Rechts neben dem Kreuz Karl Borromäus, daneben Leopold III., Markgraf von Österreich, anschließend Kaiser Franz I und Kaiserin Maria Theresia

Franz Ludwig Hermann, gelegentlich auch Franz Ludwig Herrmann, (* 7. Januar 1723 in Ettal; † 25. Juli 1791 in Konstanz) war ein deutscher Maler und Freskant. Er stammte aus der bekannten Kemptener Malerfamilie.
Wichtigster Lehrer war sein Vater Franz Georg Hermann. Franz Ludwig kam mit zwanzig Jahren nach Konstanz, wo er fürstbischöflicher Hofmaler wurde und bis zu seinem Tod lebte. Seine Enkelin Marie Ellenrieder wurde ebenfalls als Malerin bekannt.
Sein Schaffen als Kirchenmaler konzentrierte sich hauptsächlich auf den Bodenseeraum mit Schwergewicht auf der Schweizer Seite. Seine wichtigsten Werke (Ausmalungen, Altarbilder) finden sich im Chor der Stefanskirche in Konstanz, in der Deutschordenskapelle St. Michael in Beuggen (Rheinfelden), der Franziskanerkirche Überlingen, der Klosterkirche Ittingen, der Klosterkirche St. Ulrich und Afra in Kreuzlingen, der Dorfkirche in Hemmenhofen (Gmd. Gaienhofen), der Wallfahrtskirche St. Ulrich im Schwarzwald, der Pfarrkirche Bernhardzell (SG) und der Pfarrkirche St. Stephan in Therwil. 
Sein wohl erster selbständiger Auftrag war die Ausgestaltung der Schlosskapelle Mammern. In der paritätischen Kirche Ermatingen steht ein Altar mit zwei seiner Bilder, ebenso hat er den Chor dieser Kirche ausgemalt. Um 1755 war er an der Ausstattung der Klosterbibliothek im Kloster St. Peter auf dem Schwarzwald beteiligt.

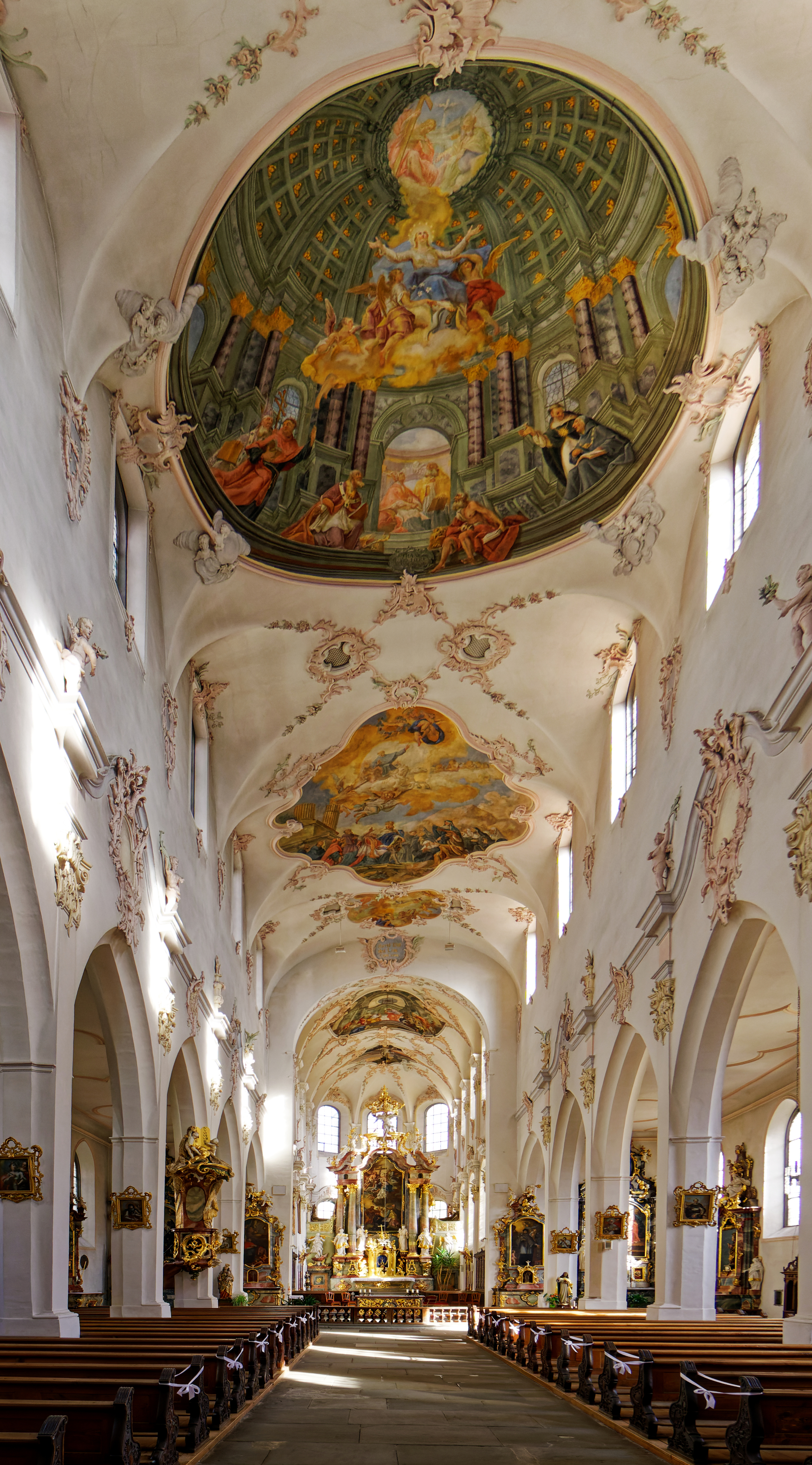
Die Deckengemälde in der Franziskanerkirche Überlingen.